# 雷德爾 (路易斯安那州)
雷德爾（英語：Reddell）是位於美國路易斯安那州伊文格琳堂區的一個普查規定居民點。

## 人口
根據2020年美國人口普查的數據，雷德爾的面積為9.86平方千米，當中陸地面積為9.86平方千米，而水域面積為0.00平方千米。當地共有人口904人，而人口密度為每平方千米91.68人。